# Max Pappenheim
Max Pappenheim, född 2 februari 1860 i Berlin, död 3 februari 1934 i Kiel, var en tysk jurist.
Pappenheim blev 1881 juris doktor vid Berlins universitet och 1888 professor vid Kiels universitet. Bland hans skrifter, vilka till väsentlig del berör nordisk rätt, särskilt rättshistorien, kan nämnas Launegild und Garethinx (1882, nytryck 1970), Die altdänischen Schutzgilden (1885), Ein altnorwegisches Schutzgildestatut (1888), Die schwedischen Gesetzentwürfe vom Jahre 1890 betreffend das Gesellschaftsrecht (1892), liksom den tillsammans med norrmannen Kristen Johanssen (1895) utgivna Das norwegische Seegesetz (Lov om Sjøfarten) vom 20. Juli 1893: unter Vergleichung mit dem schwedischen Seegesetz vom 12. Juni 1891 und dem dänischen Seegesetz vom 1. April 1892, en översättning av den norska sjölagen, jämförd med den svenska och den danska. 
Pappenheim skrev även åtskilliga tidskriftsuppsatser inom nordisk rättsvetenskap. I tysk rätt författade han bland annat Handbuch des Seerechts (I, 1906, II, 1918). I samband med 50-årsdagen av hans doktorspromotion utgavs Festschrift für Max Pappenheim zum 50. Jahrestag seiner Doktorpromotion dargebracht von der Rechts- und Staatswissenschaftlichen Fakultät der Christian-Albrechts-Universität zu Kiel (1931, ny upplaga 1981).